# Curimata spixii
 Curimata spixii és una espècie de peix de la família dels curimàtids i de l'ordre dels caraciformes.